# Burg Brelen
Die Burg Brelen, auch Burg Bredenol genannt, ist eine abgegangene Höhenburg auf dem Bennokopf südöstlich der Edelburg auf dem Gebiet der heutigen Stadt Hemer im Märkischen Kreis. Reste der ehemaligen Burg wurden am 19. Dezember 1986 unter Schutz gestellt und als Bodendenkmal in der Denkmalliste der Stadt Hemer eingetragen.

## Geschichtliches und Beschreibung
Es wird angenommen, dass die Burg bereits 1235 vorhanden war, da sich zu dieser Zeit eine Familie nach dem Ort Bredenol benannte. Das Geschlecht von Bredenol befand sich zwischen 1281 und 1338 unter den Arnsberger Ministerialen.
Nach den Fundamentresten hatte der ehemalige quadratische steinerne Bergfried ein Innenmaß von 7,80 Meter mal 8 Meter. Die Mauern waren 2,30 Meter stark. Verbaut wurde Culmgestein mit Mörtel. Da sich in den Mauerresten auf ebener Erde kein Durchbruch fand wird davon ausgegangen, dass der Turm über einen Hocheingang verfügte.
Die Burg war nicht umlaufend mit Wall und Graben umgeben, da südöstlich des Burggebäudes das Gelände steil abfiel.